# 尚迪约
尚迪约（法語：Champdieu，法語發音：[ʃɑ̃djø]）是法国卢瓦尔省的一个市镇，位于该省西部，属于蒙布里松区。

## 地理
尚迪约（45°38'41"N, 4°2'43"E）面积18.2 平方千米，位于法国奥弗涅-罗讷-阿尔卑斯大区卢瓦尔省，该省份为法国中南部省份，北起顺时针与索恩-卢瓦尔省、罗讷省、伊泽尔省、阿尔代什省、上盧瓦爾省、多姆山省和阿列省接壤。
与尚迪约接壤的市镇（或旧市镇、城区）包括：蒙布里松、沙兰迪佐尔、沙泰尔讷夫、埃塞蒂讷-昂沙泰尔讷夫、普拉隆、圣保罗迪佐尔、萨维尼厄。

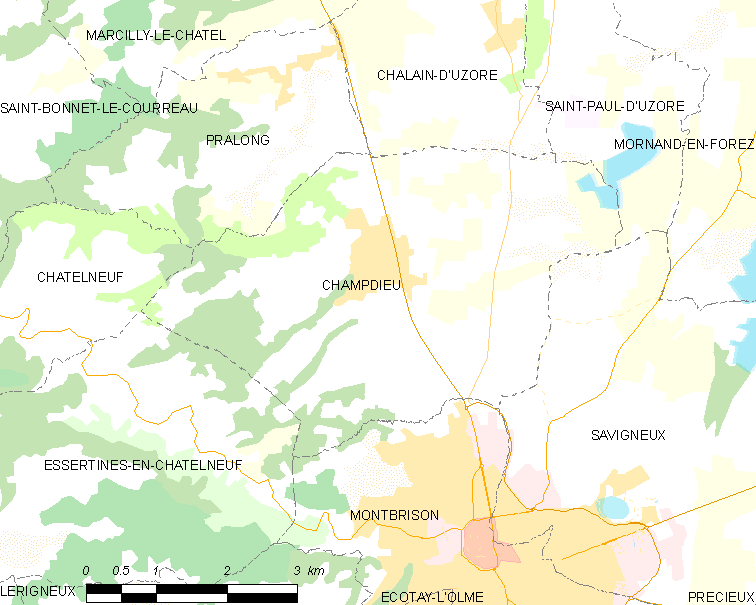
尚迪约的OSM定位图

尚迪约的时区为UTC+01:00、UTC+02:00（夏令时）。

## 行政
尚迪约的邮政编码为42600，INSEE市镇编码为42046。

## 政治
尚迪约所属的省级选区为利尼翁河畔博安县。

## 人口

1962-2008年间尚迪约人口变化图示

尚迪约于2022年1月1日时的人口数量为2035人。